# Odeón romano de Filipópolis
El Odeón de Filipópolis (en búlgaro: Одеон на Филипополис) era la casa del consejo de ciudadanos (conocido como buleuterio) de la antigua Plovdiv.
También se utilizó como teatro debido a su adecuada estructura. El edificio del Odeón tuvo cuatro periodos de construcción: desde el siglo II d. C. (durante el reinado de Adriano), cuando se construyó inicialmente, hasta el siglo IV, cuando se abandonó. La existencia de un edificio de estas características en la antigua Plovdiv es una muestra de la importancia de Filipópolis como centro cultural y político.
Alrededor del Odeón se han descubierto pruebas de la destrucción por parte de los godos en el año 250/251.

## Ubicación
El Odeón de Filipópolis fue descubierto cerca de la calle General Gurko, en la esquina noreste del Foro romano de Plovdiv. La conexión natural entre el odeón y el foro fue destruida durante la construcción del bulevar Maria Luiza y el túnel bajo la principal calle peatonal de Plovdiv.

## El Odeón

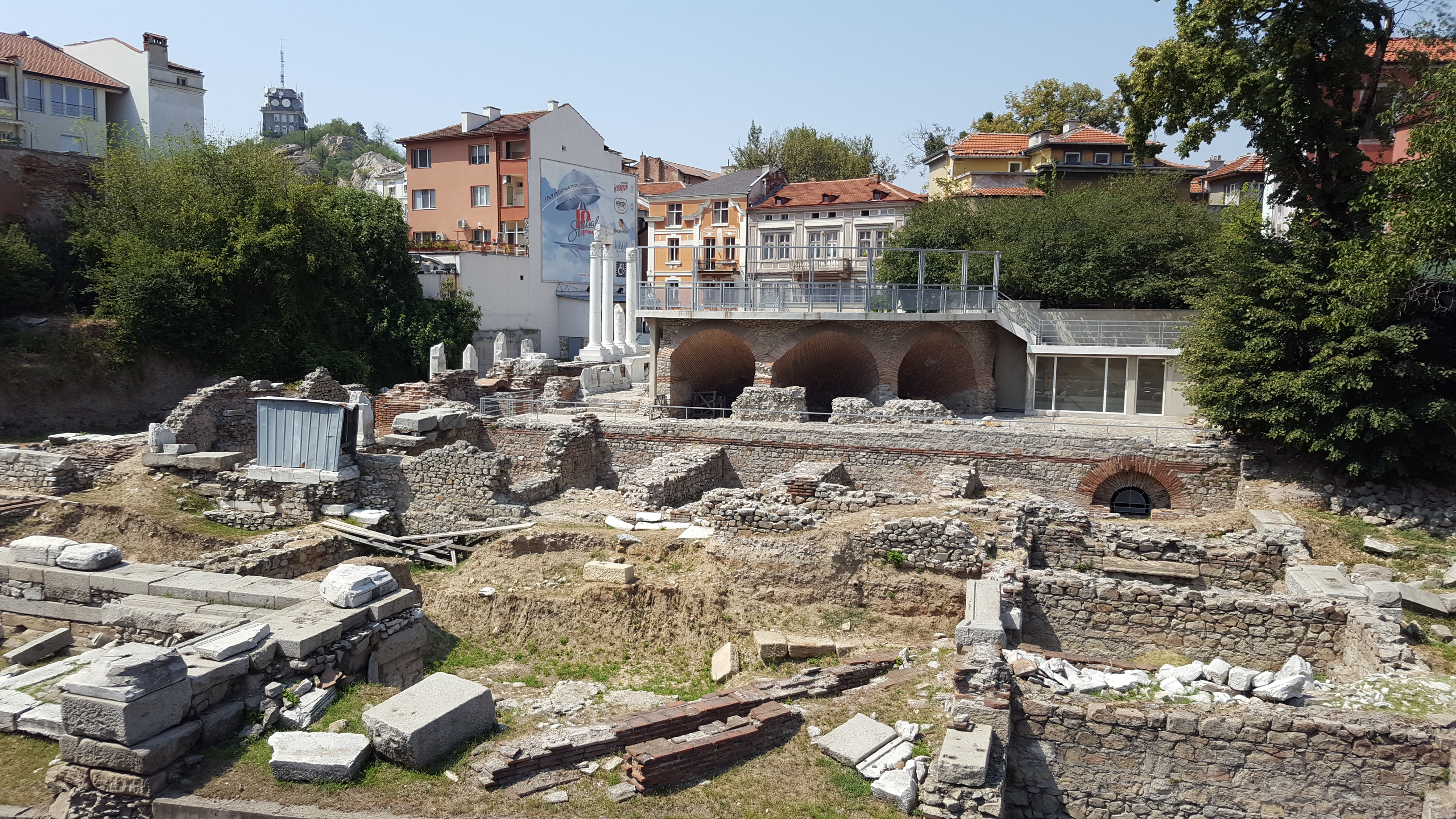
El Odeón y la parte norte del Foro.

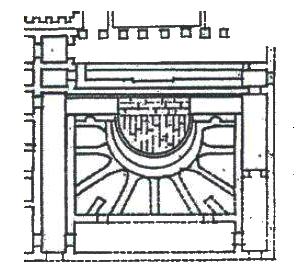
Plano del Odeón.

El Odeón era un edificio rectangular que comprendía los elementos típicos de los teatros cubiertos, como la skene 8escena), la orchestra y la cávea. La skene es estrecha y su longitud se extiende por toda la anchura de la cávea. El proskenion (el podio delante de la skene) era 1,5 m más alto que el nivel de la orchestra. La skene tenía dos pisos construidos en sistema de orden corintio de tipo romano, típico de la época. En la pared de la skene se encontraron ranuras verticales, típicas de los edificios teatrales, que indican que probablemente existía una estructura para subir y bajar el telón.  La altura de la construcción que soporta la cavea era considerable.
La orchestra tenía forma de herradura, típica de las provincias romanas. Sin embargo, en el último periodo de construcción del Odeón, el tamaño de la orchestra se redujo y su forma pasó a ser semicircular. El suelo estaba formado por grandes losas de mármol rodeadas de ortostatos de mármol cerca de la cávea. Un muro alrededor del extremo oriental de la orquesta sostenía la parte más baja de la cavea.
La cávea rodea el lado oriental de la orchestra y tenía entre 300 y 350 asientos para los espectadores  dispuestos en forma de escalón para una mejor visibilidad. Una estructura abovedada con numerosos espacios abovedados en forma de cono truncado sostenía la cávea. Una estructura similar se utilizó para la construcción de la zona de espectadores del Coliseo de Roma. La cávea está separada de la skene mediante parodoi.

## Conservación y restauración
El Odeón de Filipópolis fue descubierto en 1988 por el arqueólogo Z. Dimitrov y Maya Martinova. En 1995 el antiguo monumento fue catalogado como valor cultural de importancia nacional. Las obras de conservación se llevaron a cabo en 2002 con el apoyo financiero de la fundación Leventis. 

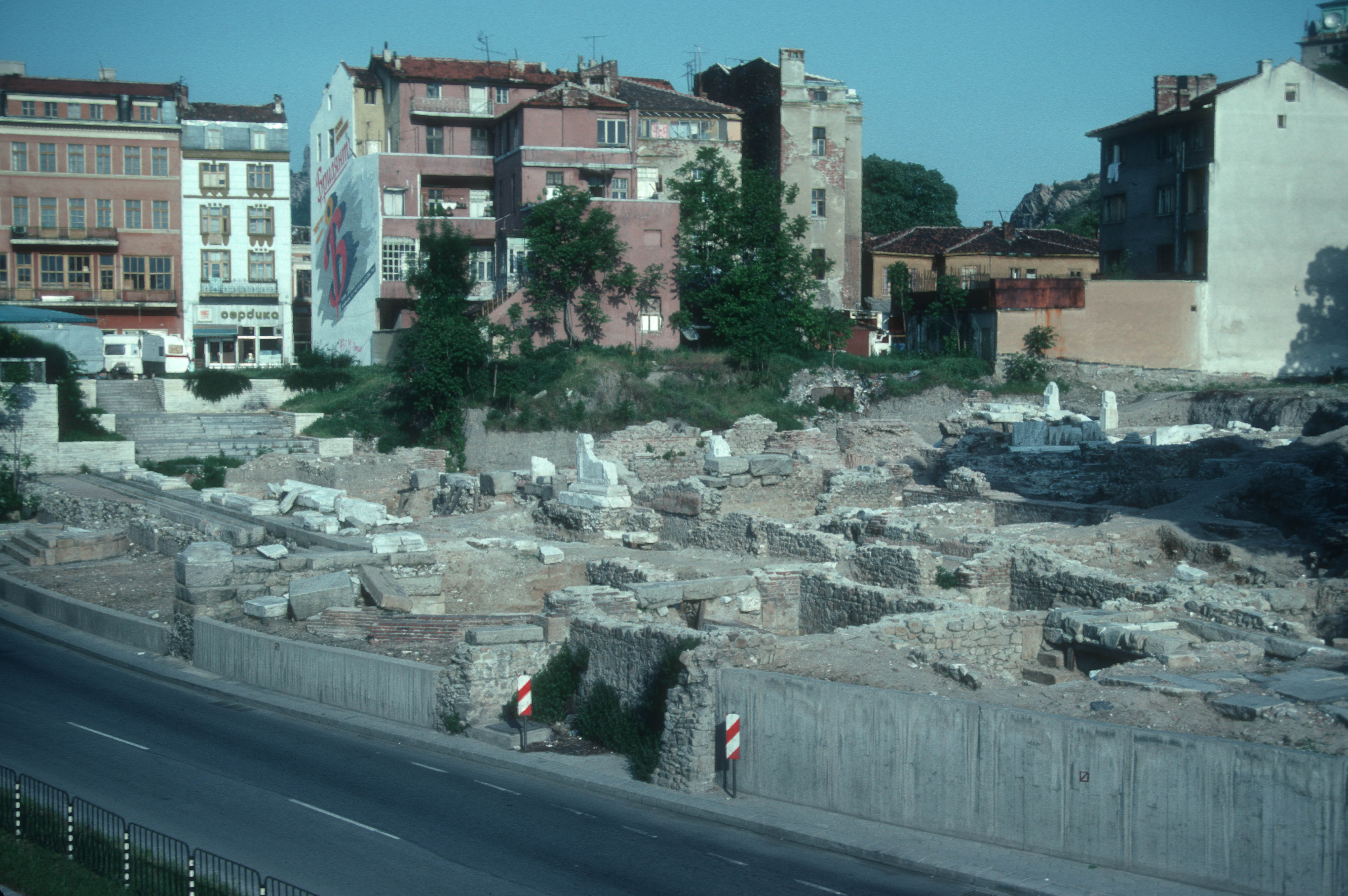
Los alrededores del Odeón en 1992.
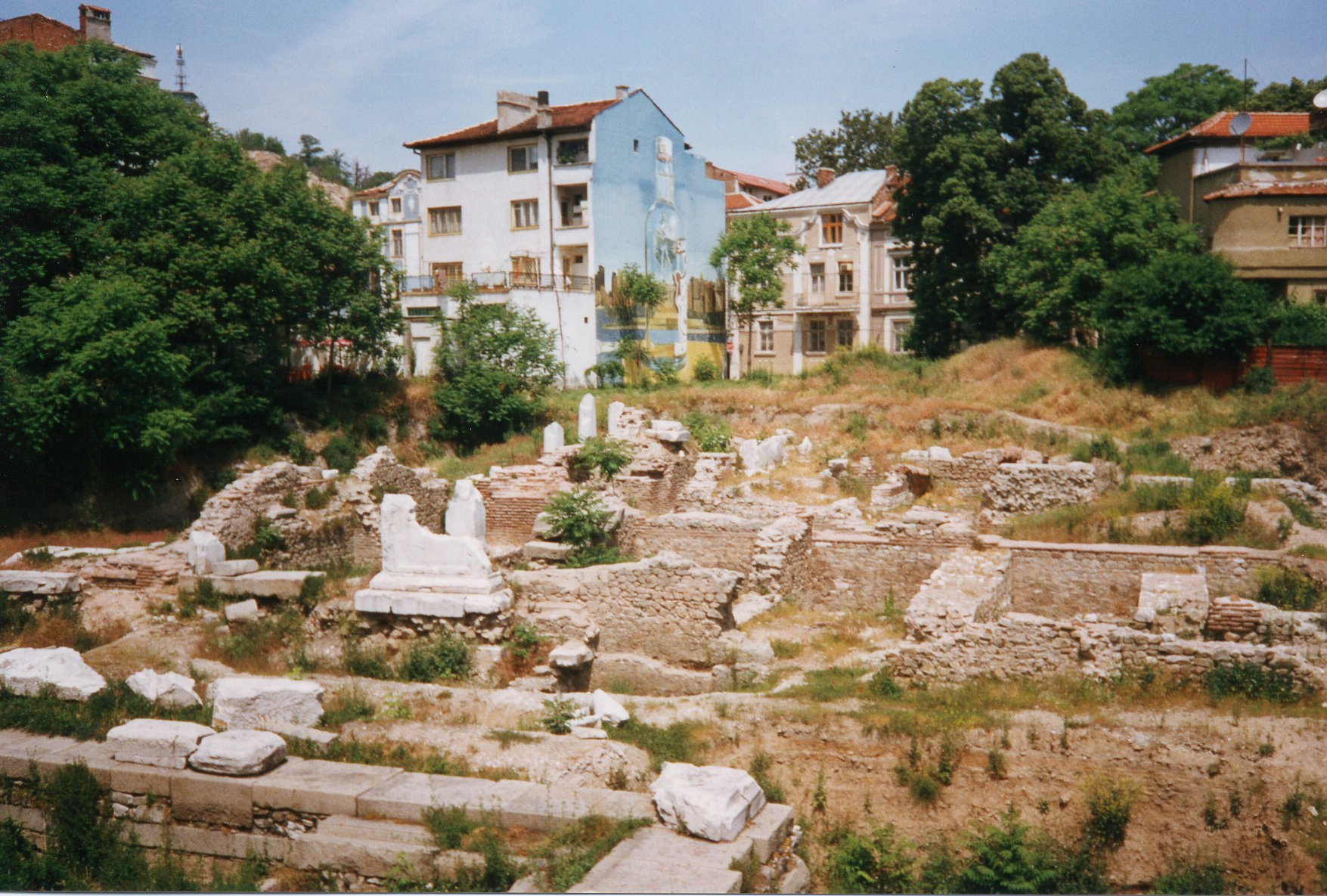
El Odeón en 1997
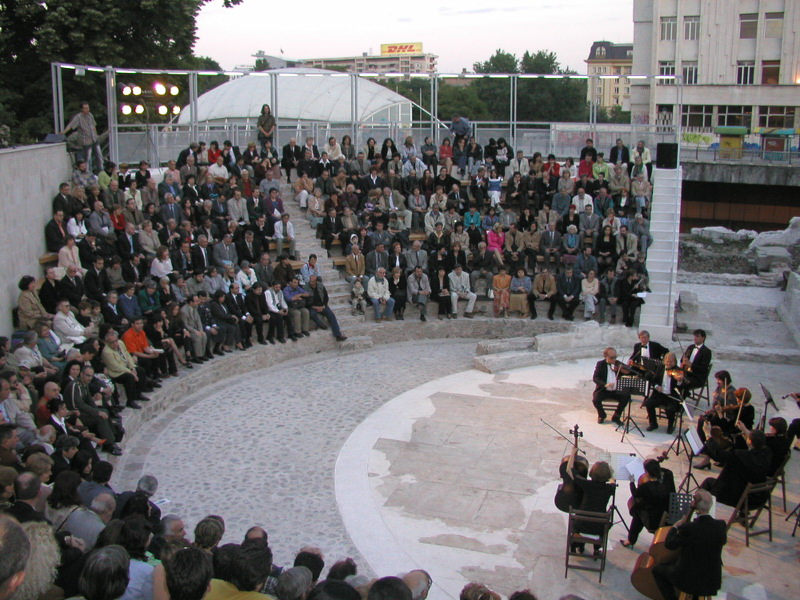
Acto cultural en el Odeón tras su restauración.

## Galería

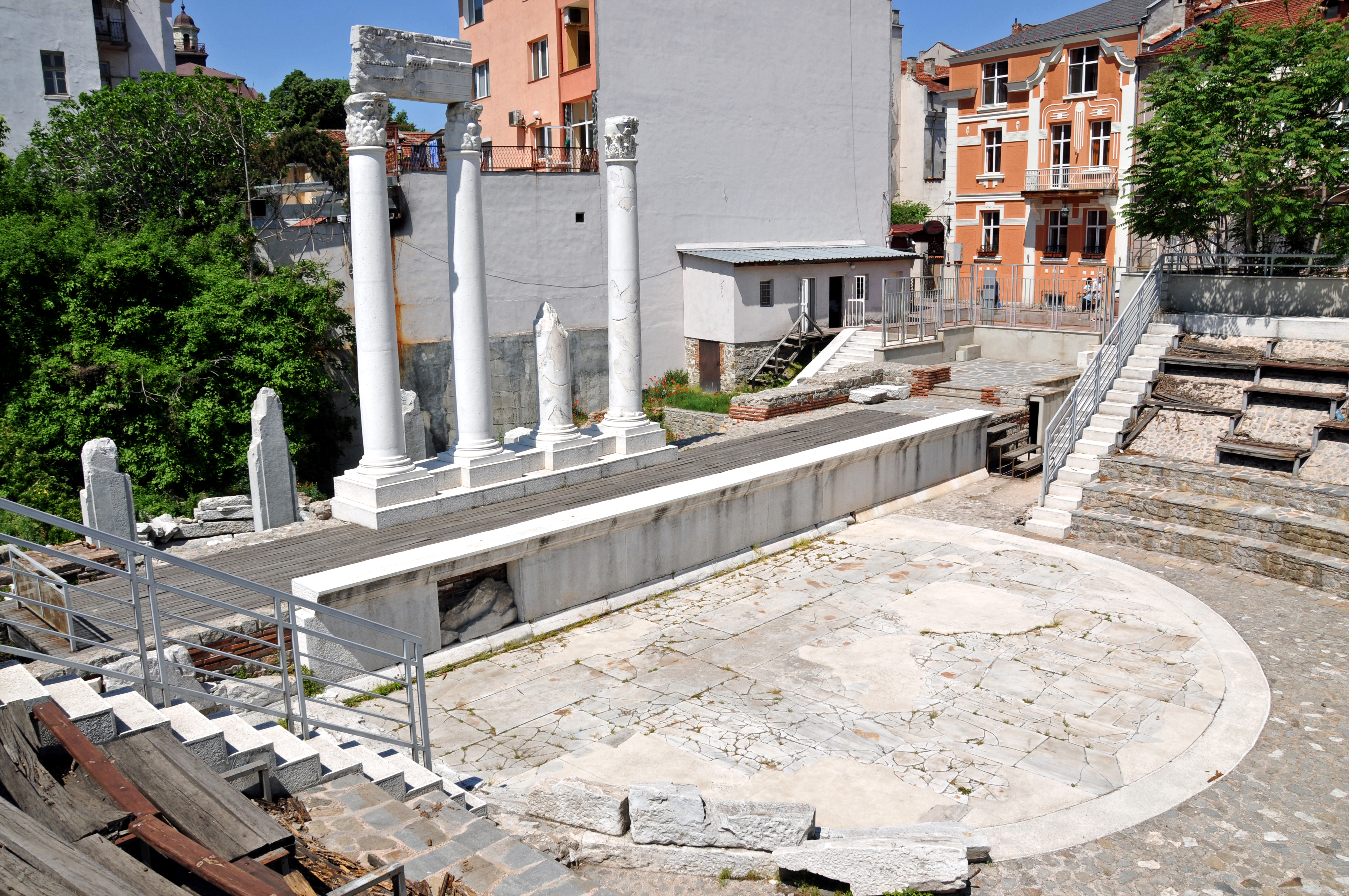
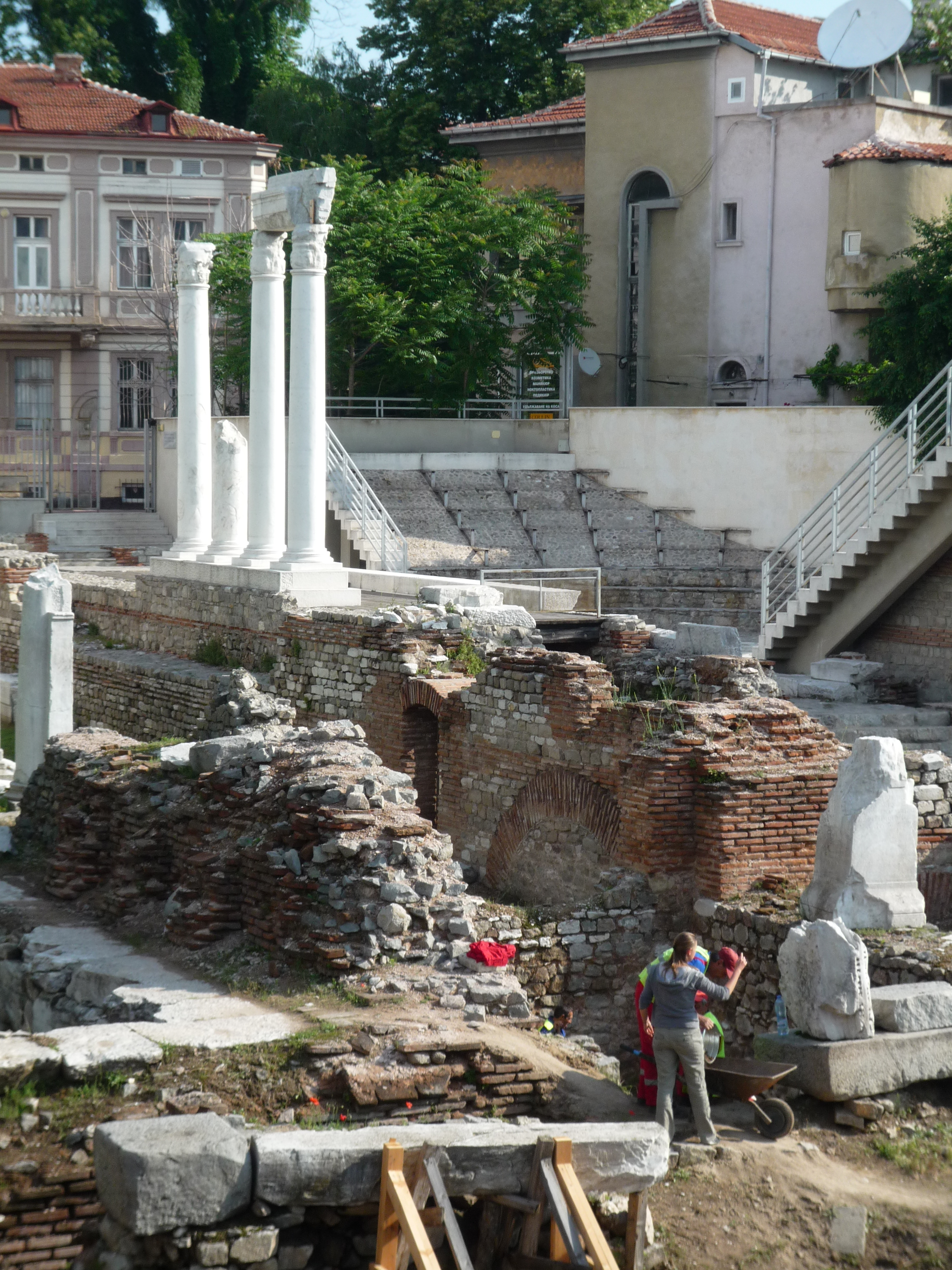
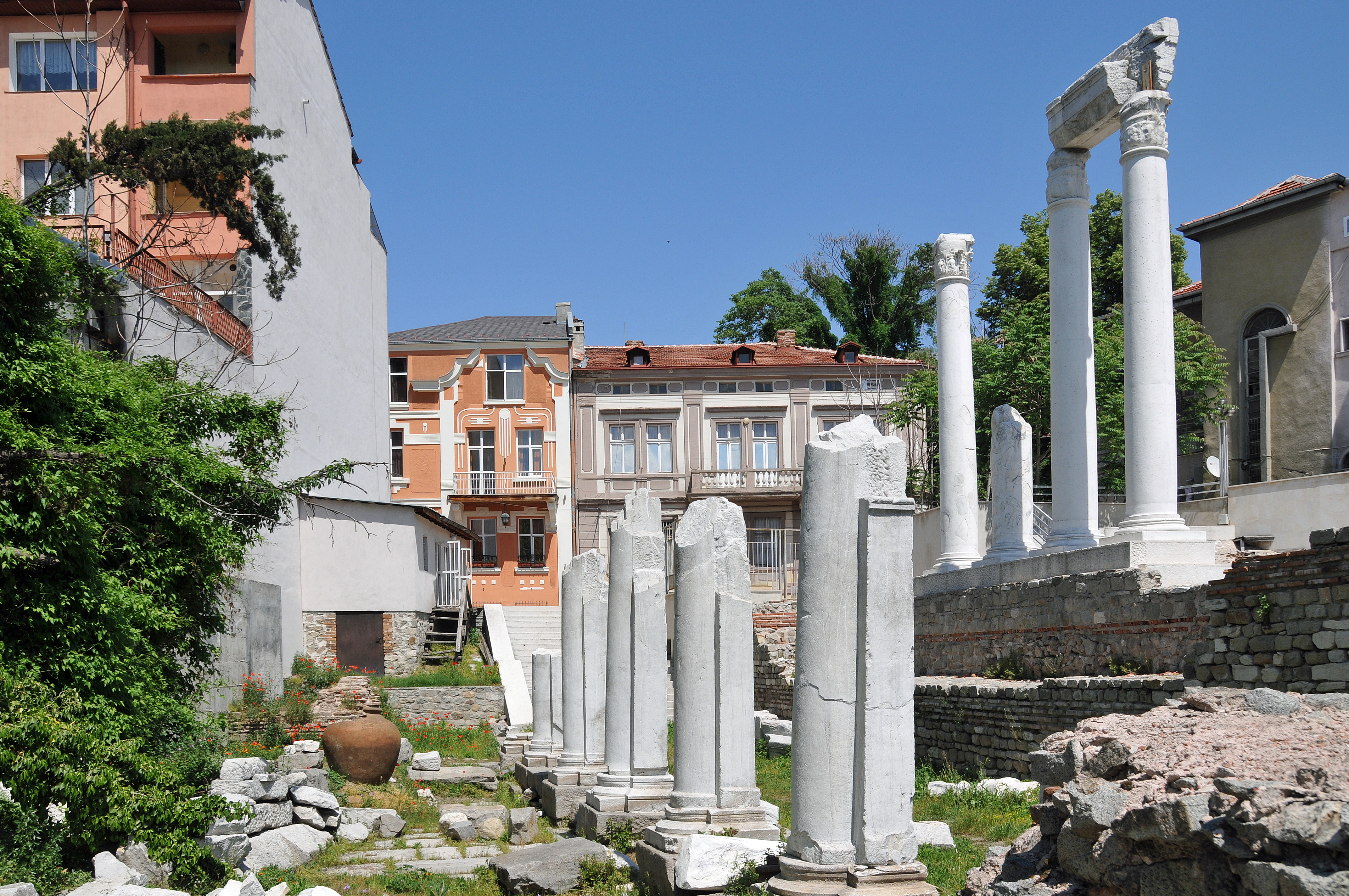
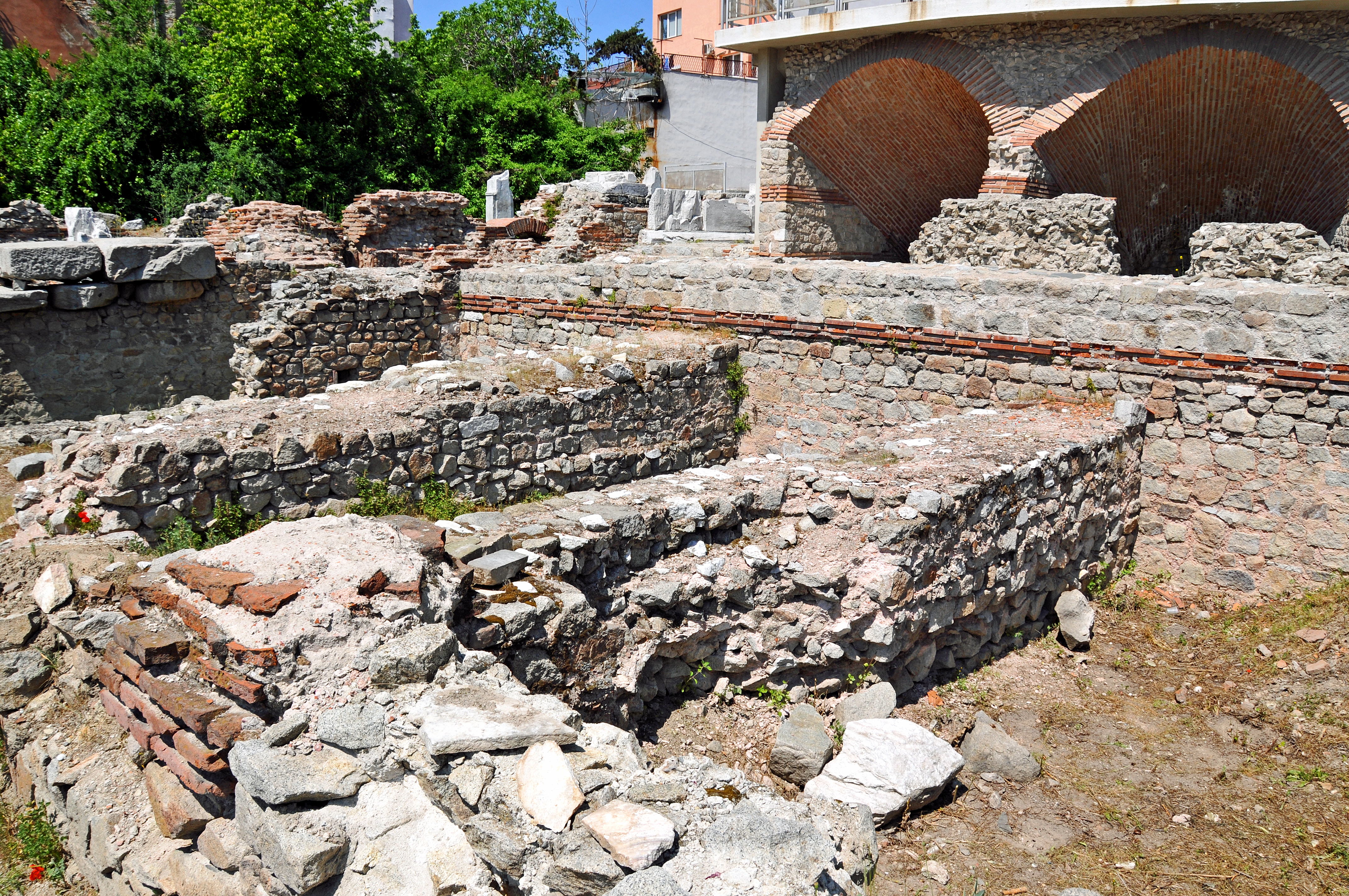
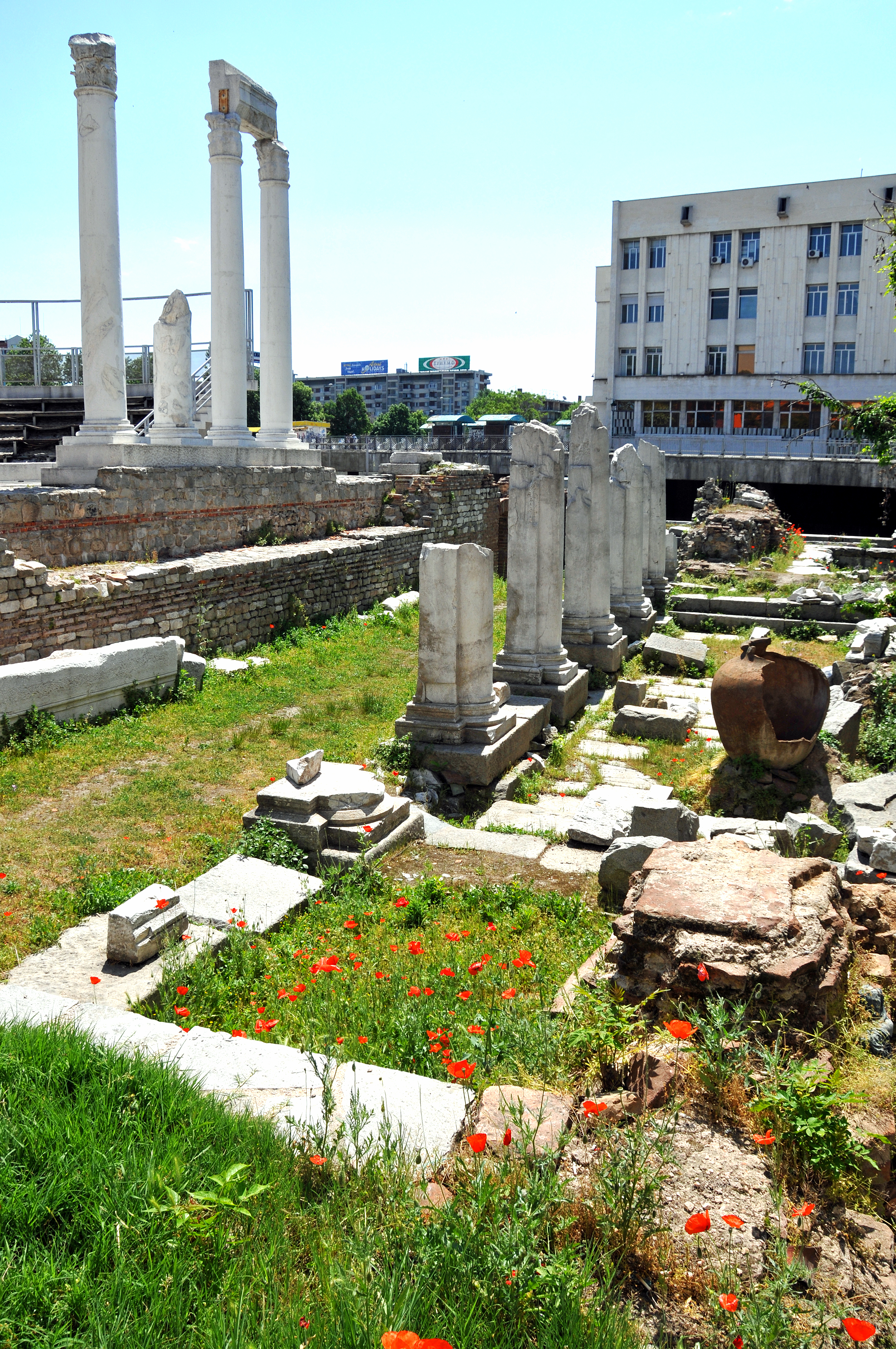